# Ергард Бріцке
Ергард Бріцке (Ергард Вікторович Бріцке; 8 (20) січня 1877, Рига — 28 вересня 1953, Москва) — латвійський хімік і металург.
Академік АН СРСР (з 1932, член-кореспондент з 1931), 1936—1939 — віце-президент АН СРСР. З 1910 — професор. З 1919 — член колегії науково-технічного відділу ВРНГ. Брав активну участь у хімізації народного господарства СРСР. Основні роботи Бріцке присвячені фізико-хімічній переробці металургійної сировини і виробництва мінеральних добрив.

## Нагороди
- Орден Трудового Червоного Прапора (1929, 1944, 1949)
- Премія ім. В. І. Леніна, 1930
- Сталінська премія, 1941
- Орден Червоної Зірки, 1945
- Орден Леніна, 1953